# 伊豆仁田站

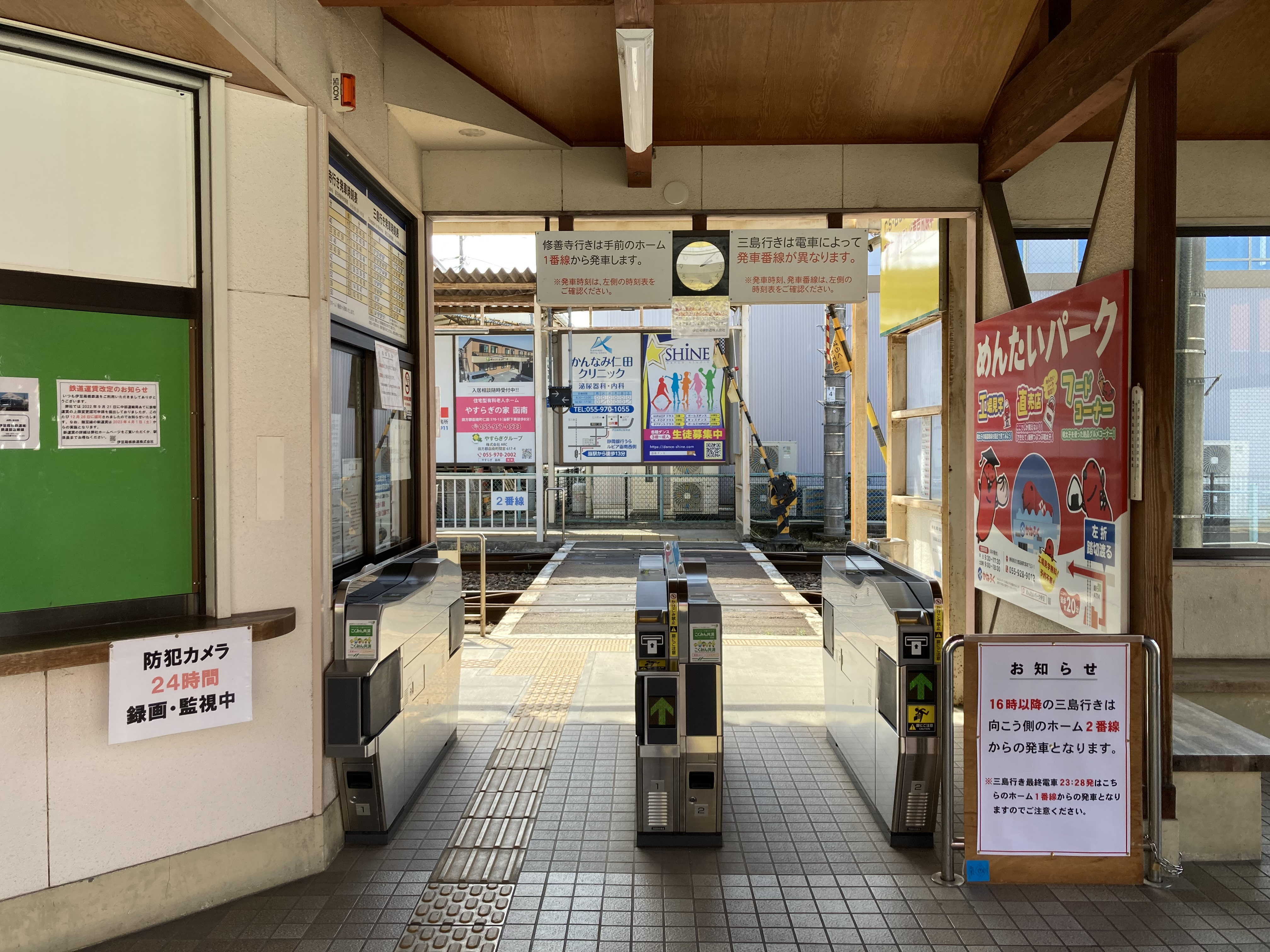
檢票口(2023年4月)

伊豆仁田站（日语：／ Izunitta eki */?）是位於靜岡縣田方郡函南町仁田181番地之5，伊豆箱根鐵道的駿豆線車站。車站編號為IS06。

## 歷史
在伊豆仁田站啟用前，前往三島站的乘客需要步行至大場站才可乘車。另外，此地附近的郡立田方農林學校師生需要在原木站或大場站下車，然後步行至學校。駿豆電氣鉄道株式會社的發起人，郡立田方農林學校校長仁田大八郎提供了自已的土地用作建設車站。
隨著伊豆仁田站啟用，站內開始設有長島鶴吉、田口金太郎、三田三吉的人力車業務。今井重作在站前問設運送業，石井開設宿舍兼食堂，宮内開設糖果店，井村開設雜貨屋，杉森開設理髪店，山本開設伊豆銀行代理店，站前形成了商店街。
- 1922年（大正11年）7月1日：車站啟用[1]。
- 1937年（昭和12年）：東海自動車（日语：東海自動車）開設巴士路線，行走函南站 - 平井 - 仁田 - 塚本之間。
- 1941年（昭和16年）：上述巴士路線取消。
- 1993年（平成5年）4月21日：伊豆仁田站全面翻新工程完成。
- 2020年（令和2年）3月29日：車站職員當值時間縮短至早上7時至8時30分，其他時段原則上沒有人當值(在同年2月28日至3月26日之間加設了自動閘機（日语：自動改札機），在工程完成後實施上述措施)[2]。

## 車站構造

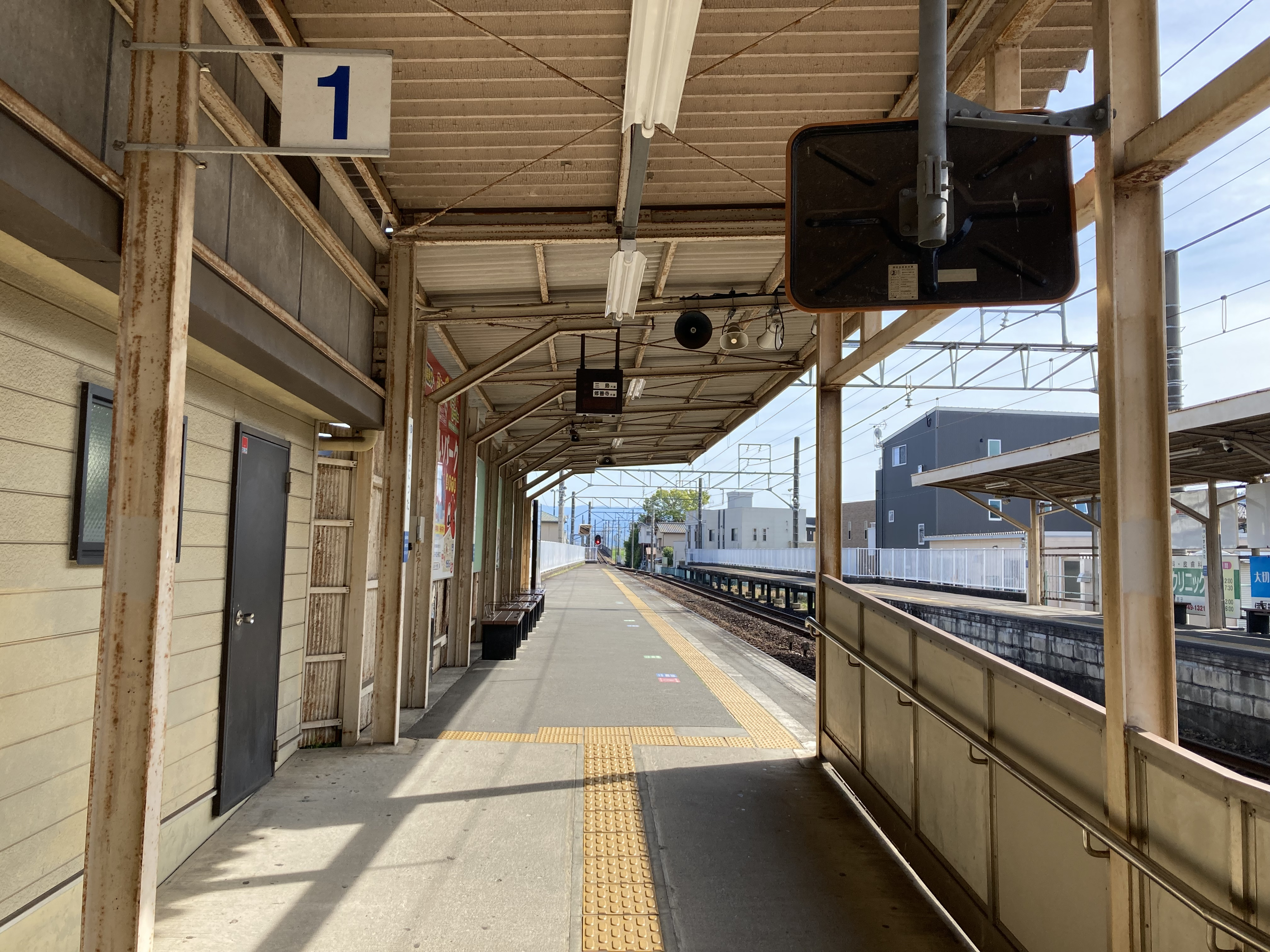
1號月台(2023年4月)

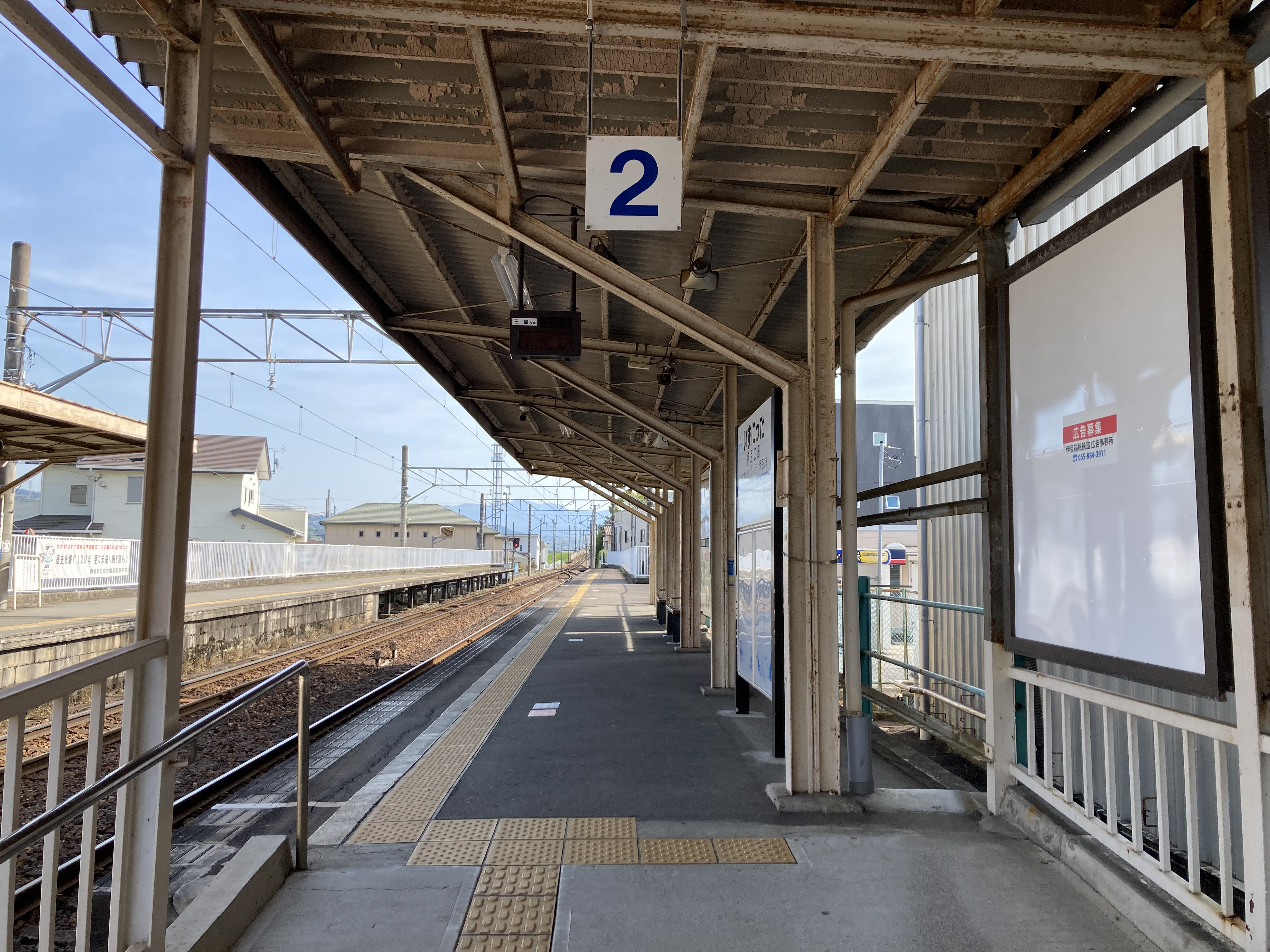
2號月台(2023年4月)

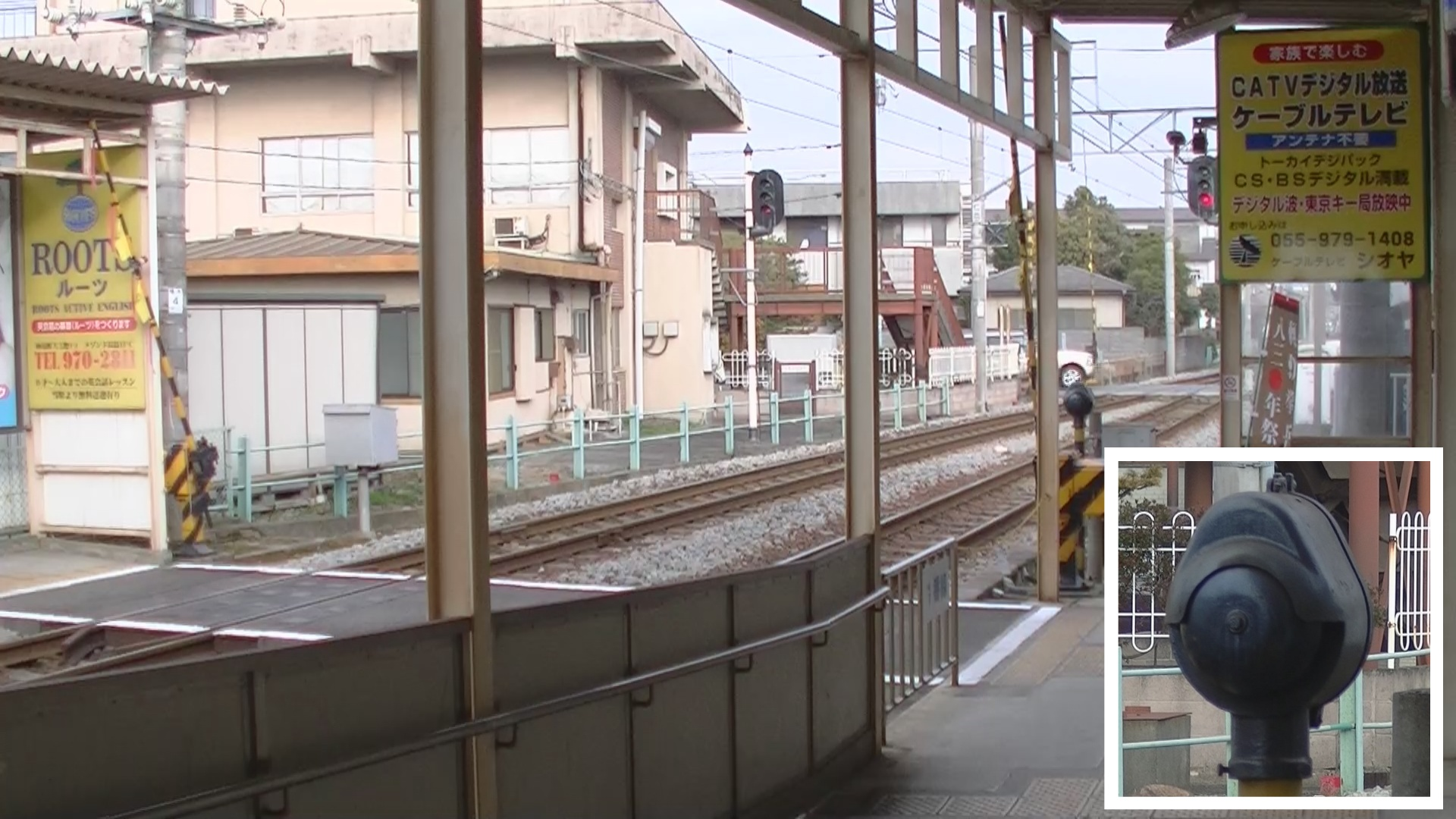
站內平交道與電鈴式警告器

此站是地面車站，設有2面2線的相對式月台。車站大樓在1號月台側，與2號月台之間設有站內平交道連接。
在列車接近時，於接近顯示機會播放音樂。另外設有國鐵型（永樂初期款式）的自動廣播系統。此外，列車出發時，與駿豆線內其他車站一樣，使用了Arrow株式會社製造的發車鈴與發車音樂。站內平交道方面，使用了線內唯一電鈴式（金屬鈴）警報機，現時更換為電子音。
此站設有1台自動售票機。此站本來沒有自動閘機，於2020年2月28日開始設置，於3月27日起開始使用。
從前此站設有聯絡大場站的對講機，自從車站職員開始於此站當值而撤走。

### 月台
| 月台 | 路線   | 上下行 | 方向       |
| ---- | ------ | ------ | ---------- |
| 1    | 駿豆線 | 下行   | 修善寺方向 |
| 1    | 駿豆線 | 上行   | 三島方站※  |
| 2    | 駿豆線 | 上行   | 三島方向   |

※當不需要列車交會時候，上行普通列車會在1號月台出發。這樣乘客不需要越過站內平交道。

## 使用狀況
根據「靜岡縣統計年鑑」，在2018年（平成30年）度，1日平均乘車人次為1,619人。
| 年度               | 1日平均 乘車人次 | 參考資料 |
| ------------------ | ---------------- | -------- |
| 1993年（平成05年） | 1,866            | [ * 1 ]  |
| 1994年（平成06年） | 1,861            | [ * 2 ]  |
| 1995年（平成07年） | 1,814            | [ * 3 ]  |
| 1996年（平成08年） | 1,871            | [ * 4 ]  |
| 1997年（平成09年） | 1,812            | [ * 5 ]  |
| 1998年（平成10年） | 1,753            | [ * 6 ]  |
| 1999年（平成11年） | 1,739            | [ * 7 ]  |
| 2000年（平成12年） | 1,726            | [ * 8 ]  |
| 2001年（平成13年） | 1,699            | [ * 9 ]  |
| 2002年（平成14年） | 1,695            | [ * 10 ] |
| 2003年（平成15年） | 1,695            | [ * 11 ] |
| 2004年（平成16年） | 1,666            | [ * 12 ] |
| 2005年（平成17年） | 1,659            | [ * 13 ] |
| 2006年（平成18年） | 1,684            | [ * 14 ] |
| 2007年（平成19年） | 1,716            | [ * 15 ] |
| 2008年（平成20年） | 1,731            | [ * 16 ] |
| 2009年（平成21年） | 1,668            | [ * 17 ] |
| 2010年（平成22年） | 1,664            | [ * 18 ] |
| 2011年（平成23年） | 1,637            | [ * 19 ] |
| 2012年（平成24年） | 1,672            | [ * 20 ] |
| 2013年（平成25年） | 1,665            | [ * 21 ] |
| 2014年（平成26年） | 1,609            | [ * 22 ] |
| 2015年（平成27年） | 1,664            | [ * 23 ] |
| 2016年（平成28年） | 1,653            | [ * 24 ] |
| 2017年（平成29年） | 1,650            | [ * 25 ] |
| 2018年（平成30年） | 1,619            | [ * 26 ] |

## 車站周邊
- 公共設施、學校等
  - 靜岡縣立田方農業高等學校（日语：静岡県立田方農業高等学校） - 步行4分鐘
  - 函南町立函南小學（日语：函南町立函南小学校） - 步行7分鐘
  - 函南町立函南中學 - 步行15分鐘
  - 函南町立西部保育園
  - 伊豆仁田站前郵局 - 實際距離車站較遠，需要步行7 - 8分鐘
  - TDS田方汽車學校
  - 道之驛伊豆閘口函南（日语：道の駅伊豆ゲートウェイ函南）
  - 正福山慶音寺
- 商店
  - Montmart井村
  - Campanacho（大美伊豆牧場直營店）
  - irodori
  - 明太Park伊豆
  - TSUTAYA函南店
  - BOOKOFF（日语：BOOKOFF）函南店
  - UNIQLO函南店
  - Create SD函南南仁田店
- 道路
  - 國道136號（日语：国道136号）
  - 靜岡縣道11號熱海函南線（日语：静岡県道11号熱海函南線）

## 相鄰車站
伊豆箱根鐵道
■駿豆線
■特急「踊子」
通過
■普通
大場（IS05）－伊豆仁田（IS06）－原木（IS07）

## 注腳

### 使用狀況
1. ↑  靜岡縣統計年鑑1993（平成5年）PDF（日語）
2. ↑  靜岡縣統計年鑑1994（平成6年）PDF（日語）
3. ↑  靜岡縣統計年鑑1995（平成7年）PDF（日語）
4. ↑  靜岡縣統計年鑑1996（平成8年）PDF（日語）
5. ↑  靜岡縣統計年鑑1997（平成9年）PDF（日語）
6. ↑  靜岡縣統計年鑑1998（平成10年）PDF（日語）
7. ↑  靜岡縣統計年鑑1999（平成11年）PDF（日語）
8. ↑  靜岡縣統計年鑑2000（平成12年）PDF（日語）
9. ↑  靜岡縣統計年鑑2001（平成13年）PDF（日語）
10. ↑  靜岡縣統計年鑑2002（平成14年）PDF（日語）
11. ↑  靜岡縣統計年鑑2003（平成15年）PDF（日語）
12. ↑  靜岡縣統計年鑑2004（平成16年）PDF（日語）
13. ↑  靜岡縣統計年鑑2005（平成17年）PDF（日語）
14. ↑  靜岡縣統計年鑑2006（平成18年）PDF（日語）
15. ↑  靜岡縣統計年鑑2007（平成19年）PDF（日語）
16. ↑  靜岡縣統計年鑑2008（平成20年）PDF（日語）
17. ↑  靜岡縣統計年鑑2009（平成21年）PDF（日語）
18. ↑  靜岡縣統計年鑑2010（平成22年）PDF（日語）
19. ↑  靜岡縣統計年鑑2011（平成23年）PDF（日語）
20. ↑  靜岡縣統計年鑑2012（平成24年）PDF（日語）
21. ↑  靜岡縣統計年鑑2013（平成25年）PDF（日語）
22. ↑  靜岡縣統計年鑑2014（平成26年）PDF（日語）
23. ↑  靜岡縣統計年鑑2015（平成27年）PDF（日語）
24. ↑  靜岡縣統計年鑑2016（平成28年）PDF（日語）
25. ↑  靜岡縣統計年鑑2017（平成29年）PDF（日語）
26. ↑  靜岡縣統計年鑑2018（平成30年）PDF（日語）

## 外部連結
- 伊豆箱根鐵道　伊豆仁田站 （页面存档备份，存于）（日語）